# Psi brezčasja
Psi brezčasja (angleško Case: Osterberg) je prvi celovečerni igrani film režiserja in scenarista Mateja Nahtigala in obenem prva slovenska noir kriminalka. Ustvarjen je po istoimenski predlogi Zorana Benčiča, nekdanjega frontmena velenjske zasedbe Res Nullius in soscenarista filma. Na Festivalu slovenskega filma je prejel nagrado Združenja slovenskih filmskih kritikov za najboljši igrani celovečerec.

## Sinopsis
Rok Osterberg se po večletni odsotnosti iz tujine vrne v domače mesto, da bi raziskal hladnokrven umor svojega mlajšega brata. Ta se naj bi med njegovo odsotnostjo vpletel v nečedne kriminalne posle, zato njegova smrt nikogar pretirano ne zanima. Nekaj zanimanja pokaže le star družinski prijatelj inšpektor Kramer, a policija pri preiskavi vseeno naleti na slepo ulico. Rok se zato odloči, da bo sam poiskal storilca. Sooči se z ljudmi iz svoje preteklosti: s prijateljem Aldom, ki je skupaj z njegovim bratom opravljal posle za šefa lokalnega podzemlja Đanga, ter s svojo bivšo ljubeznijo Katarino, ki se je poročila s kandidatom na prihajajočih županskih volitvah in sinom najvplivnejšega človeka v mestu. Med raziskovanjem življenja svojega brata se vplete v igro za moč, ki jo bijejo vplivna politična družina, lokalna mafijska združba in policija. Pri lovljenju občutljivega ravnotežja mu pomaga ambiciozni inšpektor Polak, ki pa, kot se izkaže, v prvi vrsti pazi na svoje lastne interese.

## Ekipa
- Režija: Matej Nahtigal
- Scenarij: Zoran Benčič in Matej Nahtigal
- Direktor fotografije: Vladan Janković
- Glasba: Primož Benko
- Montaža: Andrija Zafranović
- Igralci: Primož Vrhovec, Vida Breže, Niko Goršič, Ivo Barišič, Predrag Mitrović, Blaž Setnikar, Radko Polič, Akira Hasegawa, Borut Veselko, Valentina Plaskan, Primož Pirnat

## Nagrade
Nagrada Združenja slovenskih filmskih kritikov na 18. Festivalu slovenskega filma.